# Franz Heinrich Kleinschmidt
Pour les articles homonymes, voir Kleinschmidt.

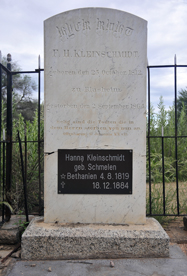
Tombe de Franz Heinrich Kleinschmidt à Otjimbingwe

Franz Heinrich Kleinschmidt (1812–1864) est un missionnaire et linguiste allemand qui travaille dans la Namibie actuelle. Il fonde la station missionnaire, et aujourd’hui la ville, de Rehoboth. Avec son collègue missionnaire Carl Hugo Hahn, il établit la première station missionnaire de la Mission rhénane auprès des Hereros à Gross Barmen. Il est connu pour son travail important sur la langue khoïkhoï ou nama.

## Biographie
Franz Kleinschmidt est né le 25 octobre 1812 dans le village de Blasheim, à présent intégré à la ville de Lübbecke, qui appartenait alors au département de l'Ems-Supérieur. Il apprit les métiers de charpentier et de forgeron.
Franz Kleinschmidt s’engagea dans la Société des missions du Rhin qui le destina à la mission dans le Sud-Ouest africain, au moment où le chef du peuple oorlam, Jonker Afrikaner, venait de l’inviter à s’établir sur son territoire. Il arriva à Windhoek en octobre 1842. En 1844 lorsque des missionnaires méthodistes de l'English Wesleyan Mission (en), également invités par Jonker Afrikaner arrivèrent à leur tour à Windhoek, Franz Kleinschmidt et son collègue Carl Hugo Hahn préférèrent se déplacer vers le nord pour s’installer dans le pays Damara (futur bantoustan du Damaraland) afin d’éviter tout conflit avec les méthodistes.
Hahn et Kleinschmidt arrivèrent à Otjikango le 31 october 1844. Ils renommèrent la ville Barmen (à présent Gross Barmen) du nom de la ville où se trouvait le quartier général de la Mission rhénane. Ils y créent le premier poste missionnaire consacré aux Hereros. Leur ingrat travail missionnaire n’était toutefois pas très fructueux. Alors que Hahn était en voyage en Europe de 1853 à 1856 pour réunir davantage de soutien pour la mission, Kleinschmidt partit plus au sud au sein des tribus namas où il fonda en 1845 la station missionnaire et la ville de Rehoboth.
Kleinschmidt parlait couramment la langue khoïkhoï ou nama (ou Damara/Nama). Avec l’aide de son collègue missionnaire rhénan Vollmer, il traduisit la Bible dans cette langue en 1853 et publia un dictionnaire néerlandais–nama en 1855.
En août 1864, les Oorlams attaquèrent Rehoboth. Kleinschmidt s’enfuit à Otjimbingwe et y mourut d’épuisement le 2 septembre 1864. Il était marié à Hanna née Schmelen, fille de son collègue Heinrich Schmelen.